# 罗伯特相机

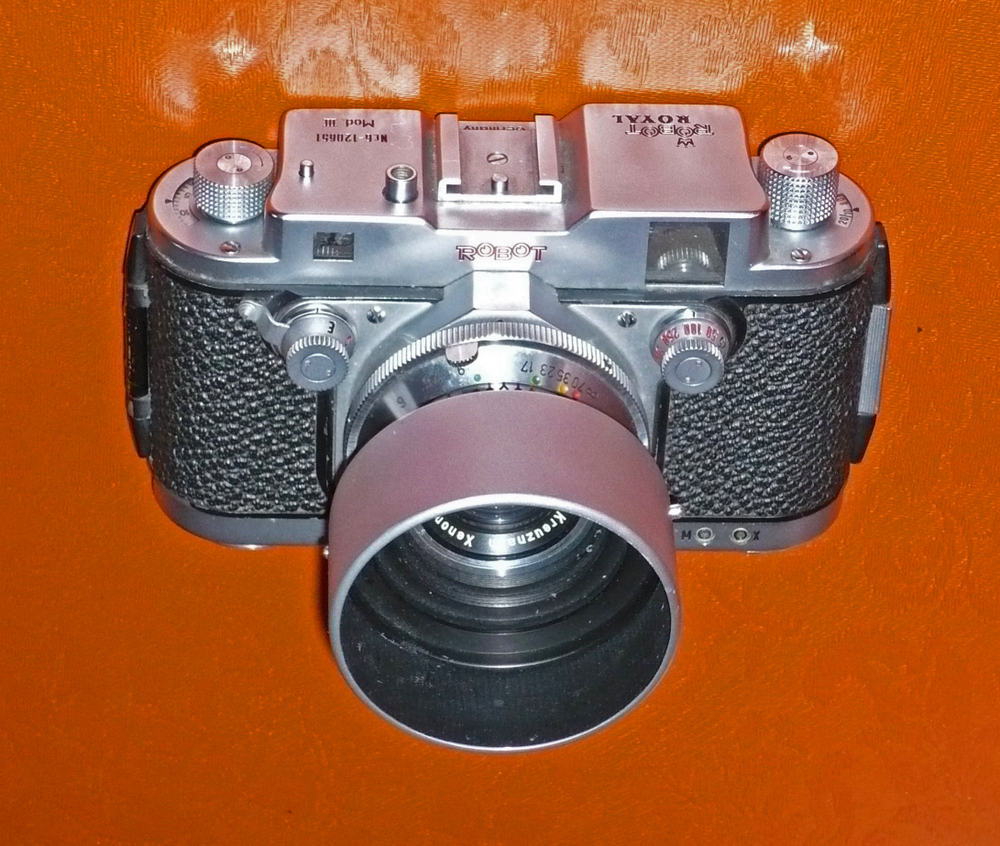
罗伯特III相机带罗伯特遮光罩

罗伯特相机（Robot camera) 是位于德国北莱茵-威斯特法伦州首府杜塞尔多夫奥图·博尔宁公司（Otto Berning & Co)在1934年推出的机械发条照相机。于1999年成为耶那光学（Jenoptik）的一部分，2002年更名为罗伯特视觉系统有限公司（ROBOT Visual Systems GmbH）。
罗伯特相机的主要特点是带机械发条，像幅 （页面存档备份，存于）24 × 24mm, 也有24 × 36mm, 6 × 24 mm (Recorder 6), 12 × 24 mm (Recorder 12) 和 16 × 16 mm (Robot SC)。
罗伯特相机的快门为镜后金属叶片快门。

## ROBOT I
1930年钟表技师 Heinz Kilfitt 设计了第一个24 × 24毫米相机，一卷胶卷可拍摄50张照片。他将这个设计卖给 Hans Berning, 后者创立奥图·伯宁公司（Otto Berning firm），1936年获得美国专利权。

罗伯特I型相机
尺寸： 4¼ x 2½ x 1¼ 英寸
镜头：蔡司f/2.8, 3.25厘米天塞镜头 ，相机上端带发条转纽，上紧发条后可连续拍摄4张照片。底片须安装在特制的罗伯特胶卷暗盒，不能使用普通柯达胶卷暗盒，每卷拍摄25张；耶拿蔡司天塞50毫米 F3.5镜头，旋转式金属叶快门，速度最高到 1/500秒。

## ROBOT II

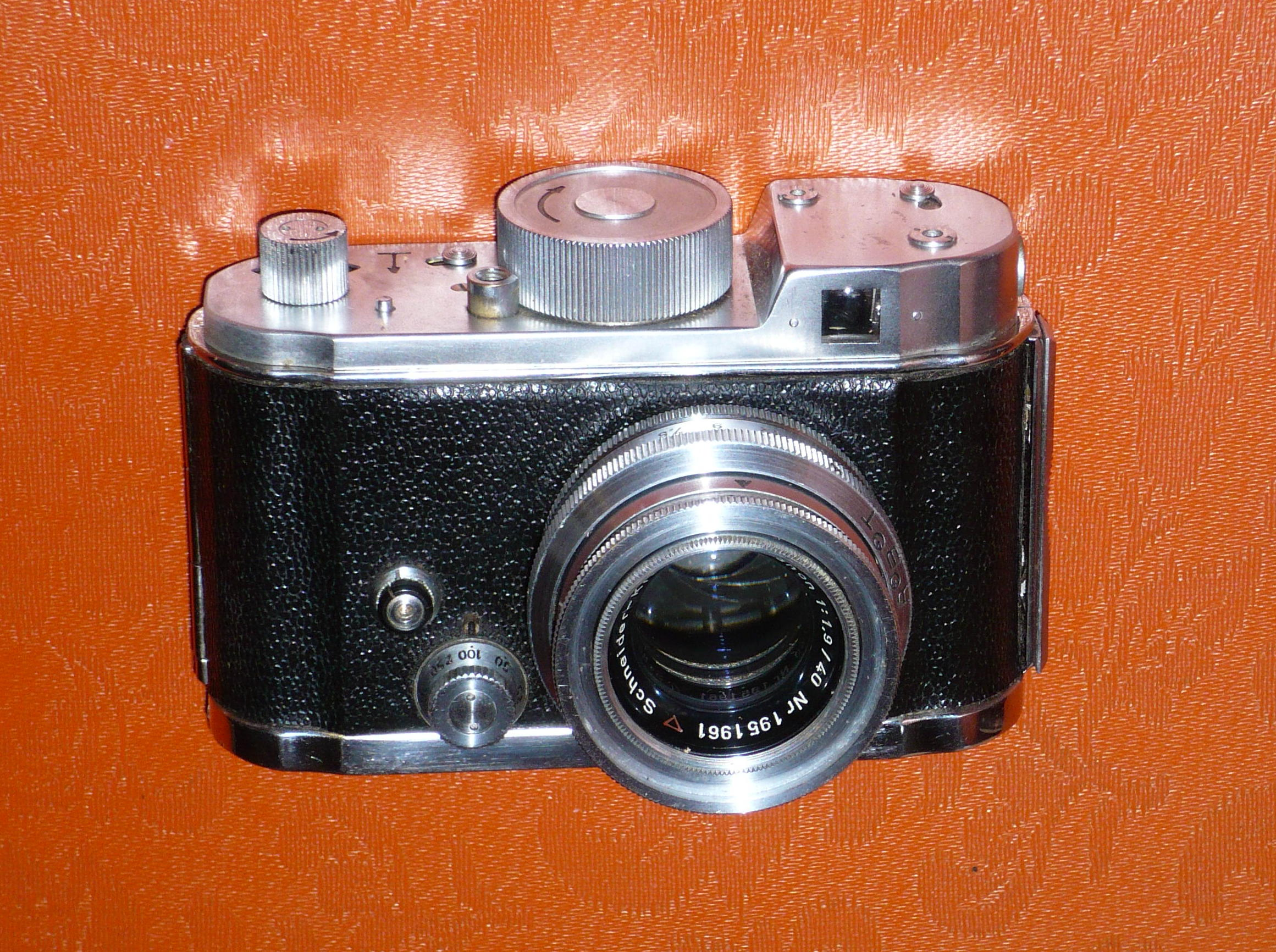
Robot II camera

全金属机身，长度 11厘米，高7.1厘米，厚6.3厘米
标准镜头 罗口可替换 Schneider Kreuznach Xenar 40毫米 F1.9，Xenar 37毫米 F2.8
快门：镜后旋转金属叶片快门，速度： B,1/2，1/5，1/10，1/25，1/50，1/100，1/250，1/500秒
弹簧发条，在每一次上紧发条后可连续拍摄4-5张照片。
取景器：双向取景，既可正面取景，亦可从90度方向，侧面取景
像幅  24x24毫米
计数器 0-50
收取胶卷暗盒：特制的罗伯特NR胶卷暗盒，不可由其他胶卷暗盒代替
供方胶卷暗盒，可用罗伯特TR胶卷暗盒，或标准柯达35毫米胶卷暗盒

## Robot Vollautomat

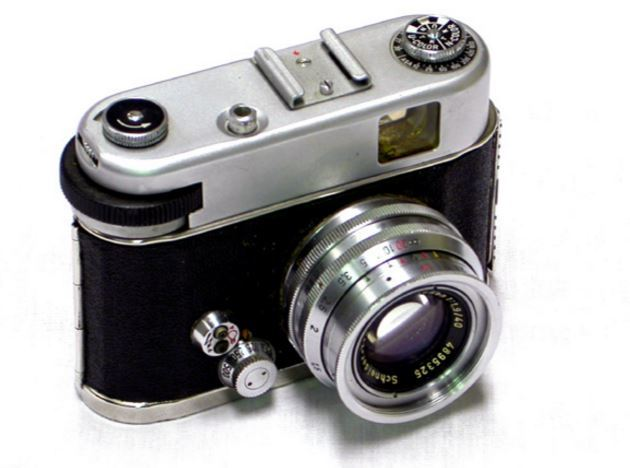
Robot Star Vollautomat

徬轴发条转盘，每次上紧发条，可连续拍摄4-5幅，每按快门一次，拍摄一张，无需每次旋转发条
尺寸 11.1 × 8.0 × 5.4厘米
其他与 Robot II相同 。

## Robot Star 50
尺寸 11.5 × 9.9 × 6.8厘米

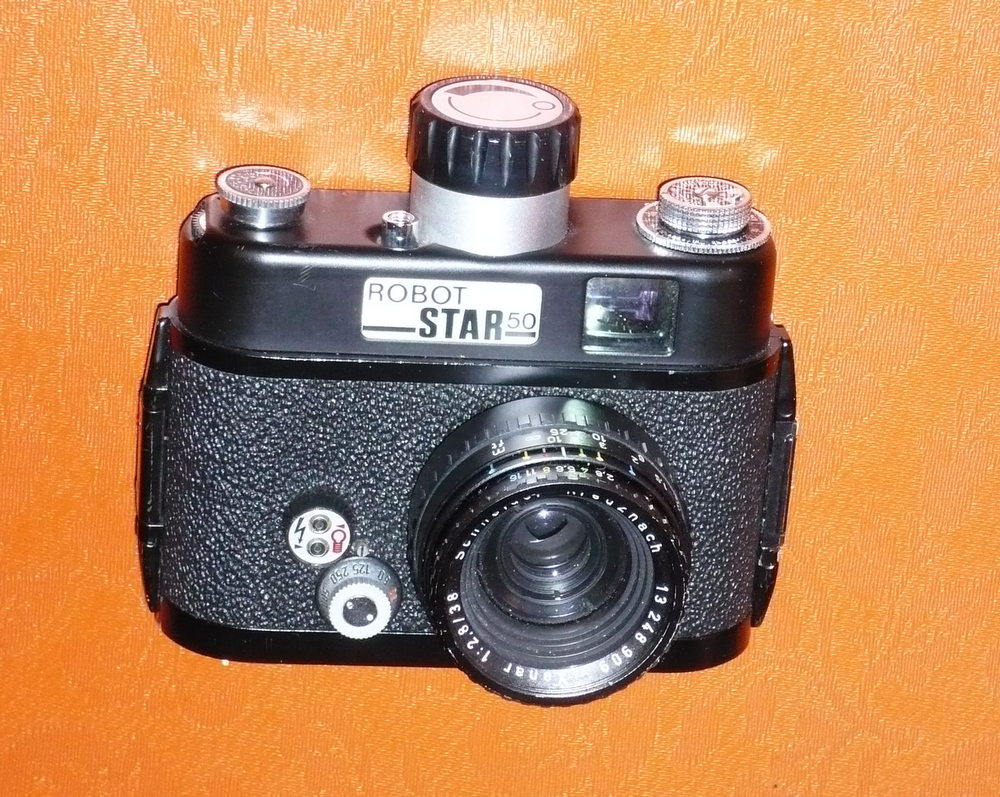
Robot Star 50

发条旋钮在相机顶部，上紧发条，可连续拍摄50张照片，每按快门一次，拍摄一张，无需每次旋转发条
其他特点与 RobotII同

## Robot Royal

### Robot Royal II
尺寸13.8 × 8.0 × 6.6毫米
发条旋钮在相机底部左边。

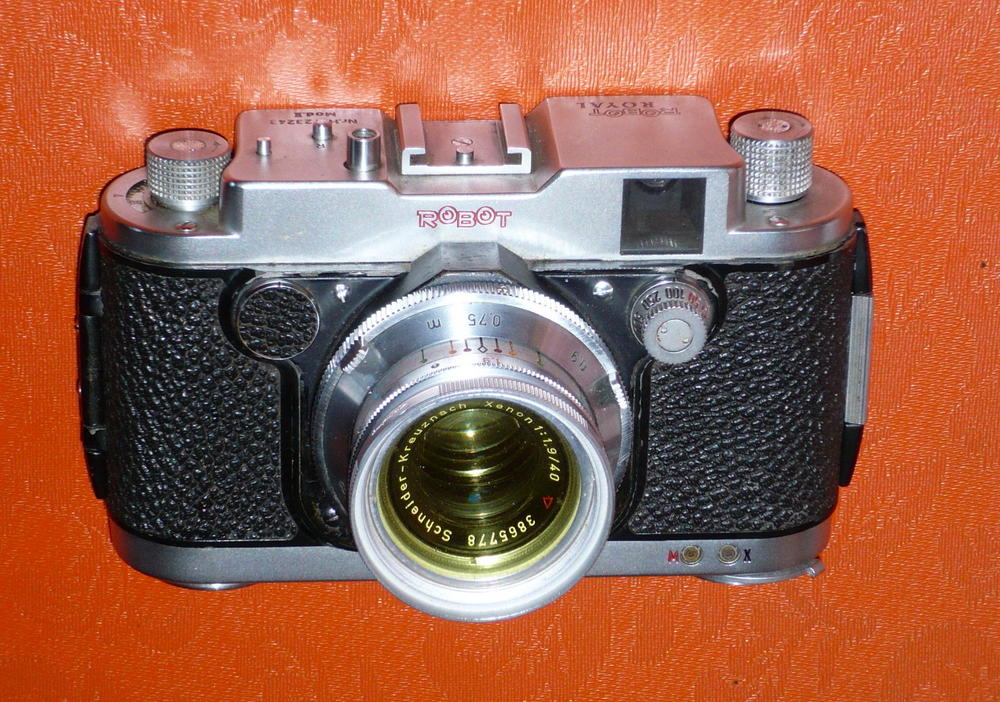
Robot Royal model II

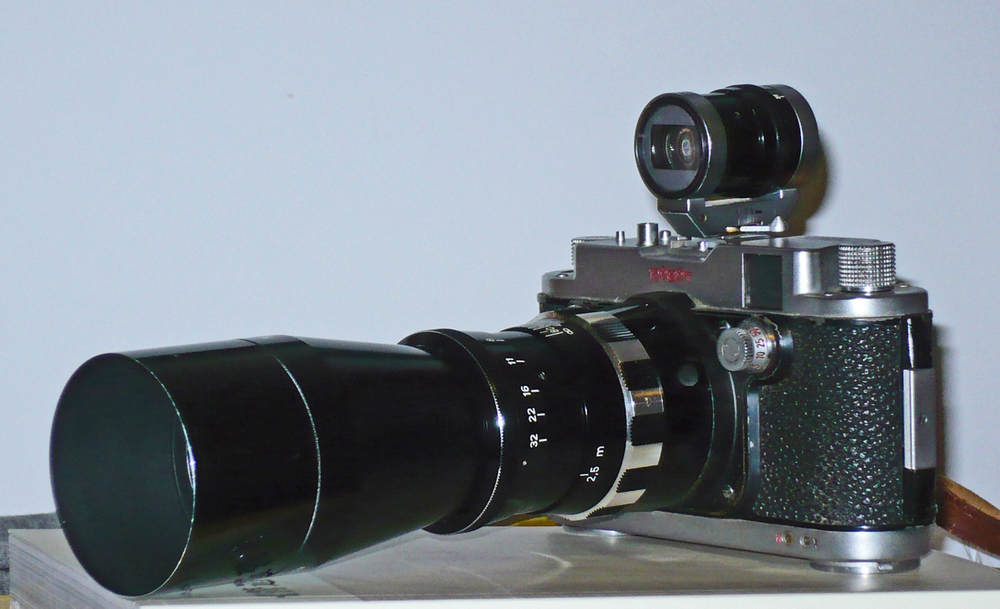
ROBOT ROYAL II W Schneideer Kreuznach Tele-Xenar 1:5.5 200mm lens and a TEWE 35-200mm zoom viewfinder

上紧发条，每按快门一次，拍摄一张，可连续按快门拍摄5张照片，无需每次旋转发条。 
快门：镜后金属叶旋转型快门，速度B,1/2，1/5，1/10，1/25，1/50，1/100，1/250，1/500秒[5]
卡口镜头，与RobotII，　Robot　Vollautomat,　Robot　Star　５０的镜头不可交换使用。

### Robot Royal III
奥图·博尔宁公司的顶级相机
尺寸13.8 × 8.0 × 6.6毫米

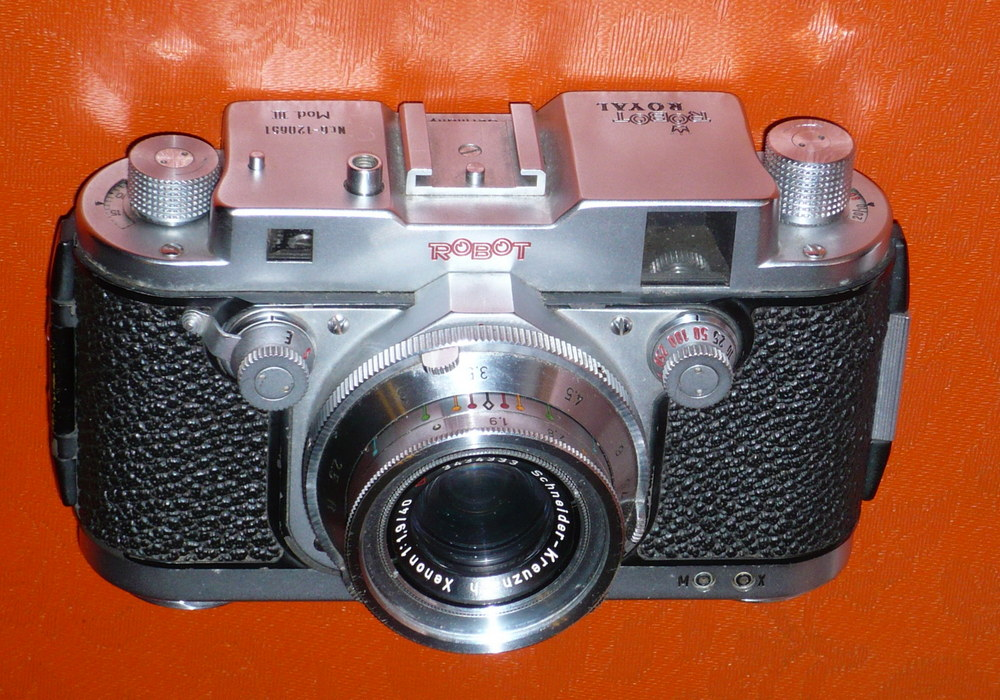
Robot Royal model III

配双影重叠型测距器，测距器双窗口距离 6.5毫米
发条旋钮在相机底部左边。
配快慢机开关，有两档位置，慢机档，上紧发条，每按快门一次，拍摄一张，可连续按快门拍摄5张照片，无需每次旋转发条。 快机档，上紧发条后，按动快门，高速度每秒自动拍摄8张。.
快门：镜后金属叶旋转型快门，速度B,1/2，1/5，1/10，1/25，1/50，1/100，1/250，1/500秒
卡口镜头，与RobotII，　Robot　Vollautomat,　Robot　Star　５０的镜头不可交换使用。

## Robot 375
罗伯特375相机是一款带10米胶卷暗盒的机械发条相机，可拍摄375幅照片。

## 納粹德國空軍专用罗伯特相机

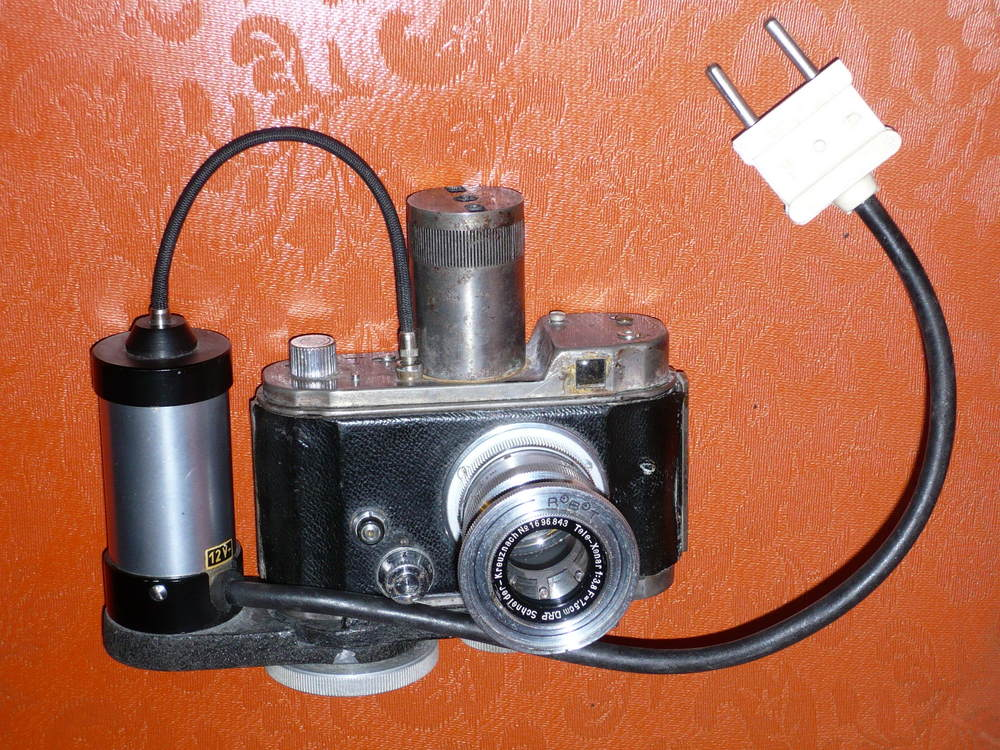
Robot Luftwaffen Eigentum with Robot 12V shutter actuator bracket

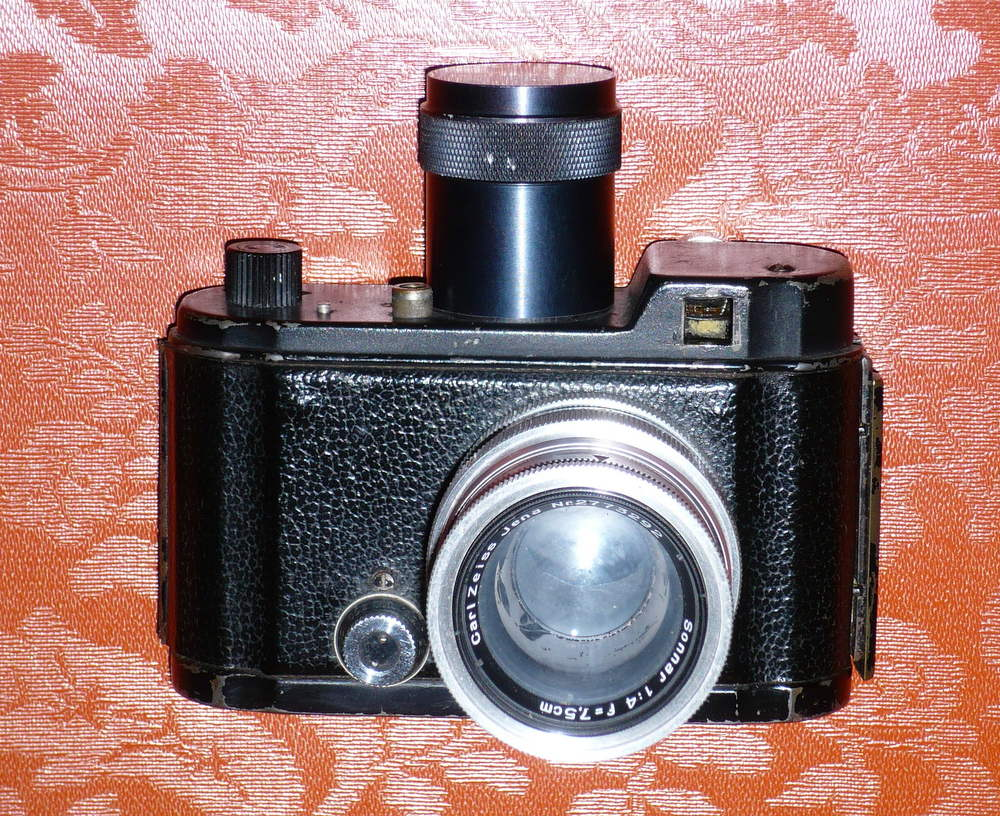
納粹德國空軍专用全黑色罗伯特相机

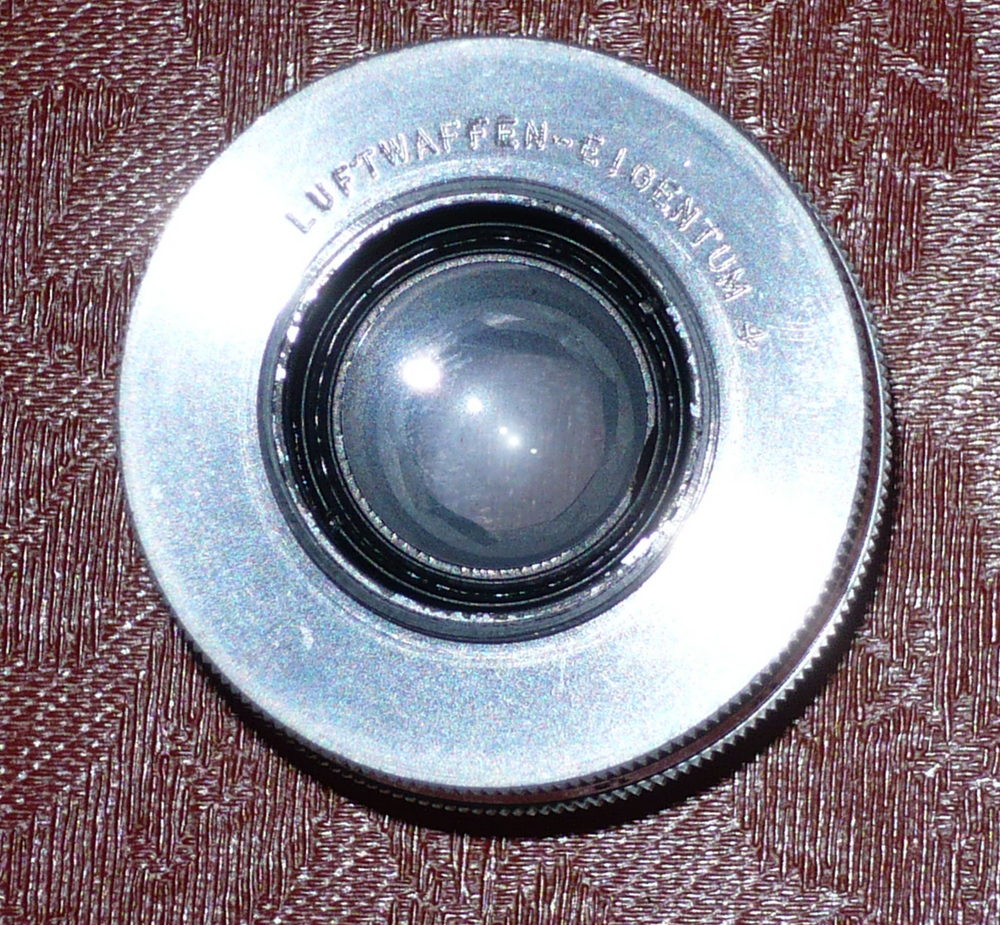
納粹德國空軍专用 Sonnar 75mm镜头

− 二战期间，奥图·博尔宁公司为納粹德國空軍特制了“納粹德國空軍专用罗伯特相机”（Robot Luftwaffen-Eigentum），全身黑色，装配强力发条，一次过拍摄48张照片。納粹德國空軍专用罗伯特相机，装配特制納粹德國空軍军用75毫米Tele-Xenar望远镜头，常用于納粹德國空軍Messerschmitt BF 109型、 110型 以及 Focke Wulf 190等战斗机. 。

## 镜头
多种可替换镜头

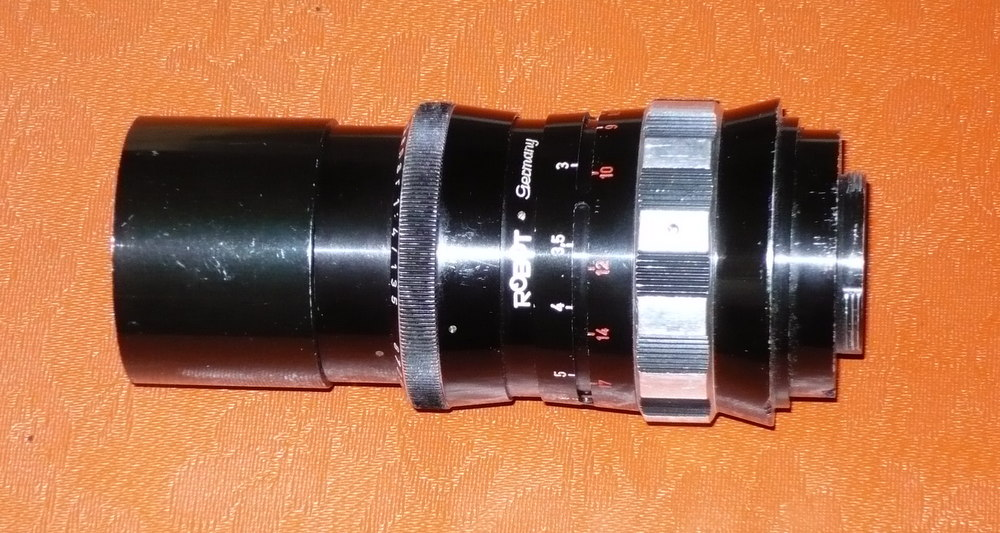
Robot Tele-Xenar 135mm lens

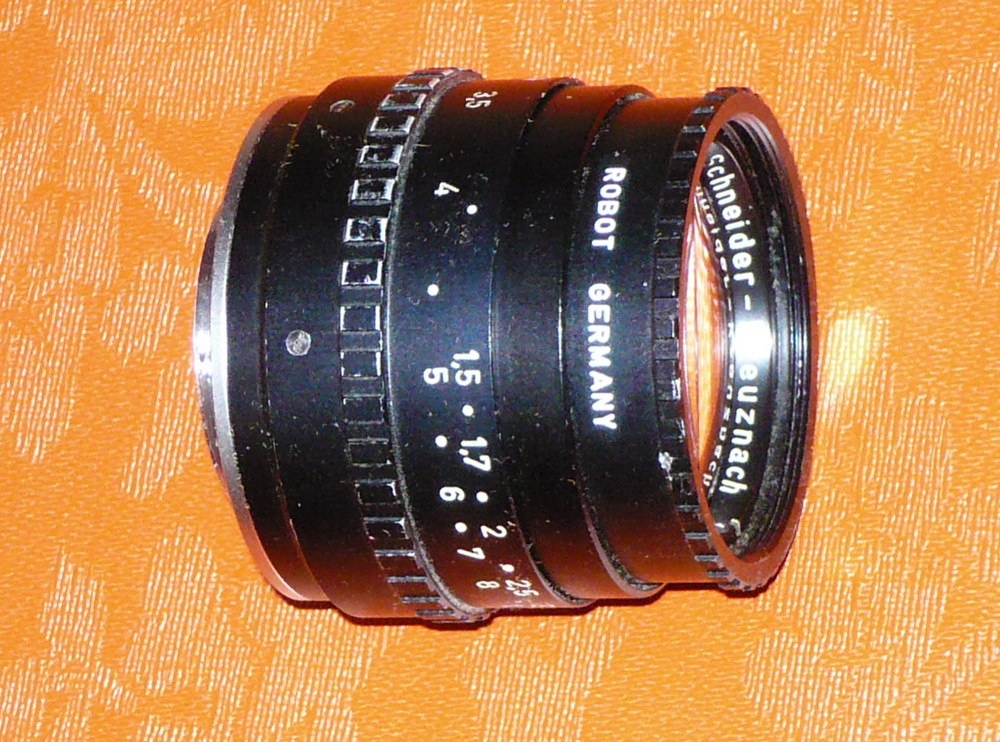
Robot 75mm lens

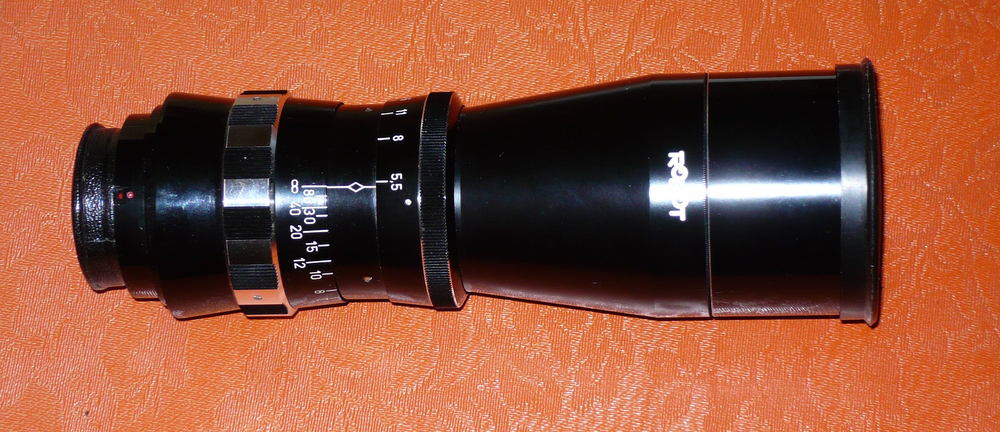
ROBOT 200mm lens

- Schneider  Kreuznach  Xenagon 1:2.8  30毫米镜头

- Schneider  Kreuznach Xenar 1:2.8  37毫米镜头

- Schneider  Kreuznach Xenar1：2.8   38毫米镜头

- Schneider  Kreuznach Xenar  1：1.9  40毫米镜头

- Schneider  Kreuznach Tele Xenar  1:2  75毫米镜头

- Schneider  Kreuznach Tele-Xenar  1：4  135毫米镜头。

- Schneider  Kreuznach  Tele-Xenar 1:5.5  200毫米镜头

## 附件
- 胶卷暗盒

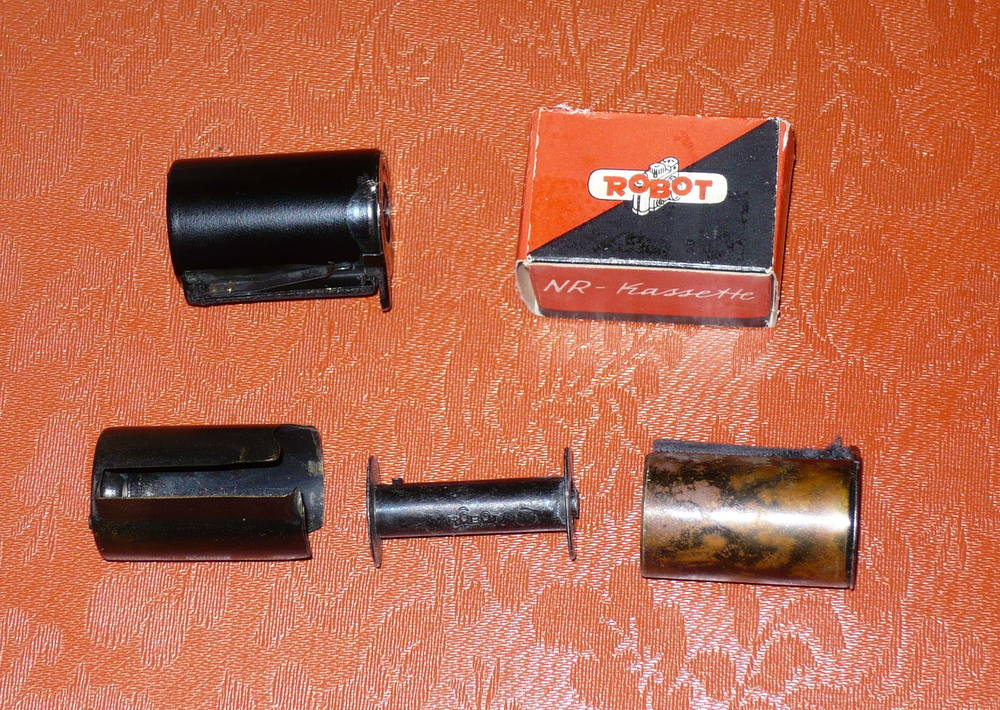
罗伯特胶卷暗盒

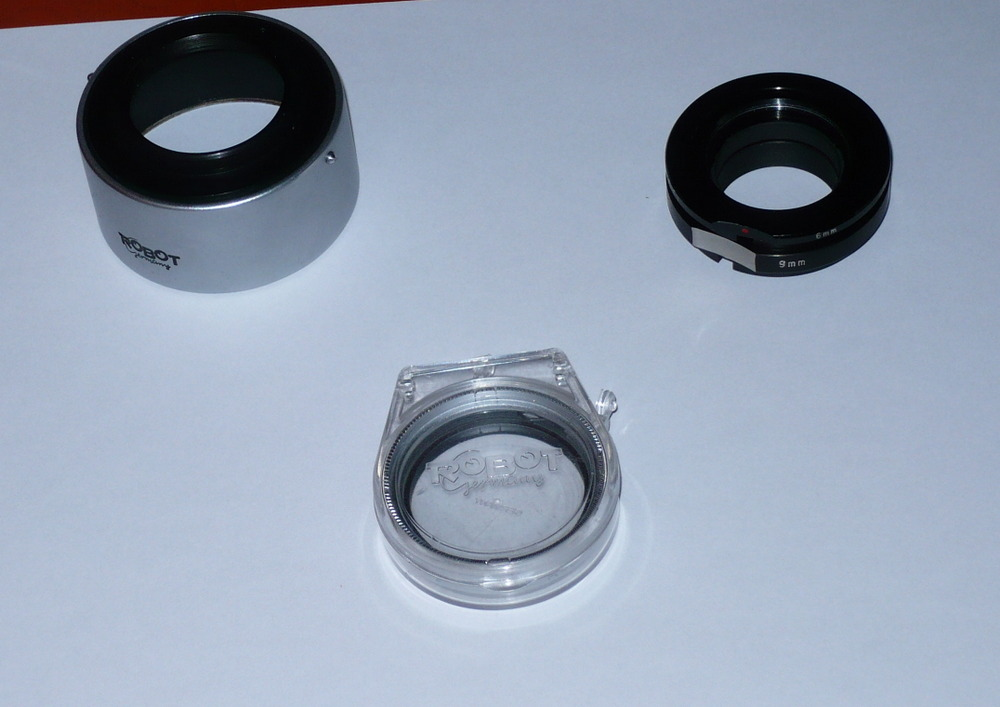
罗伯特遮光罩，延伸管，近摄镜

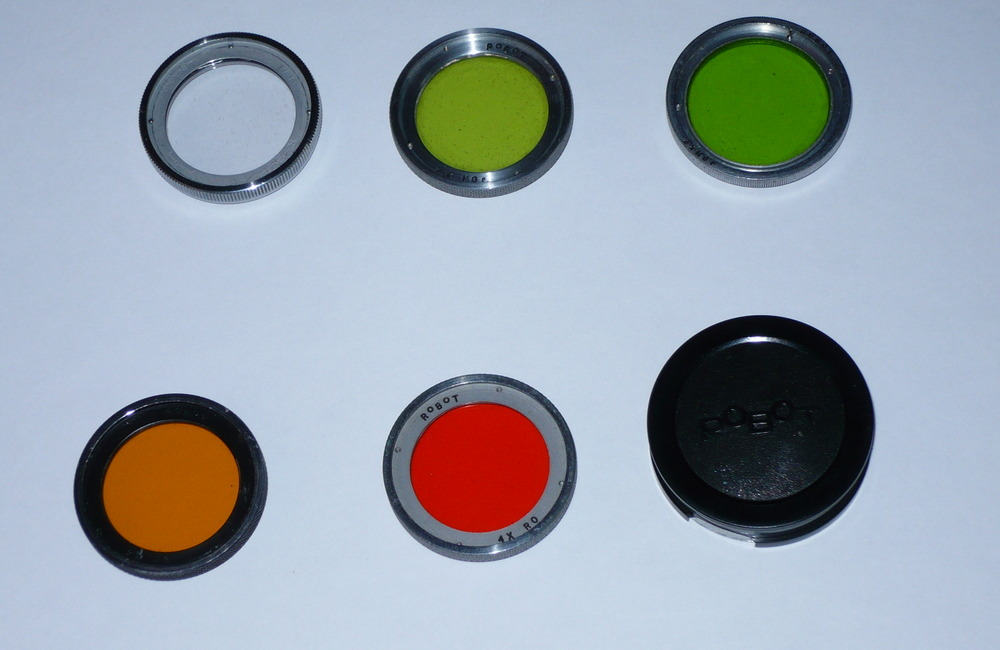
罗伯特滤色镜

罗伯特相机的接收暗盒，须使用特制的罗伯特NR 胶卷暗盒（Robot NR cassette)
罗伯特NR 胶卷暗盒，由三部分组成，中心胶卷轴和内外两个相套的黄铜壳子。

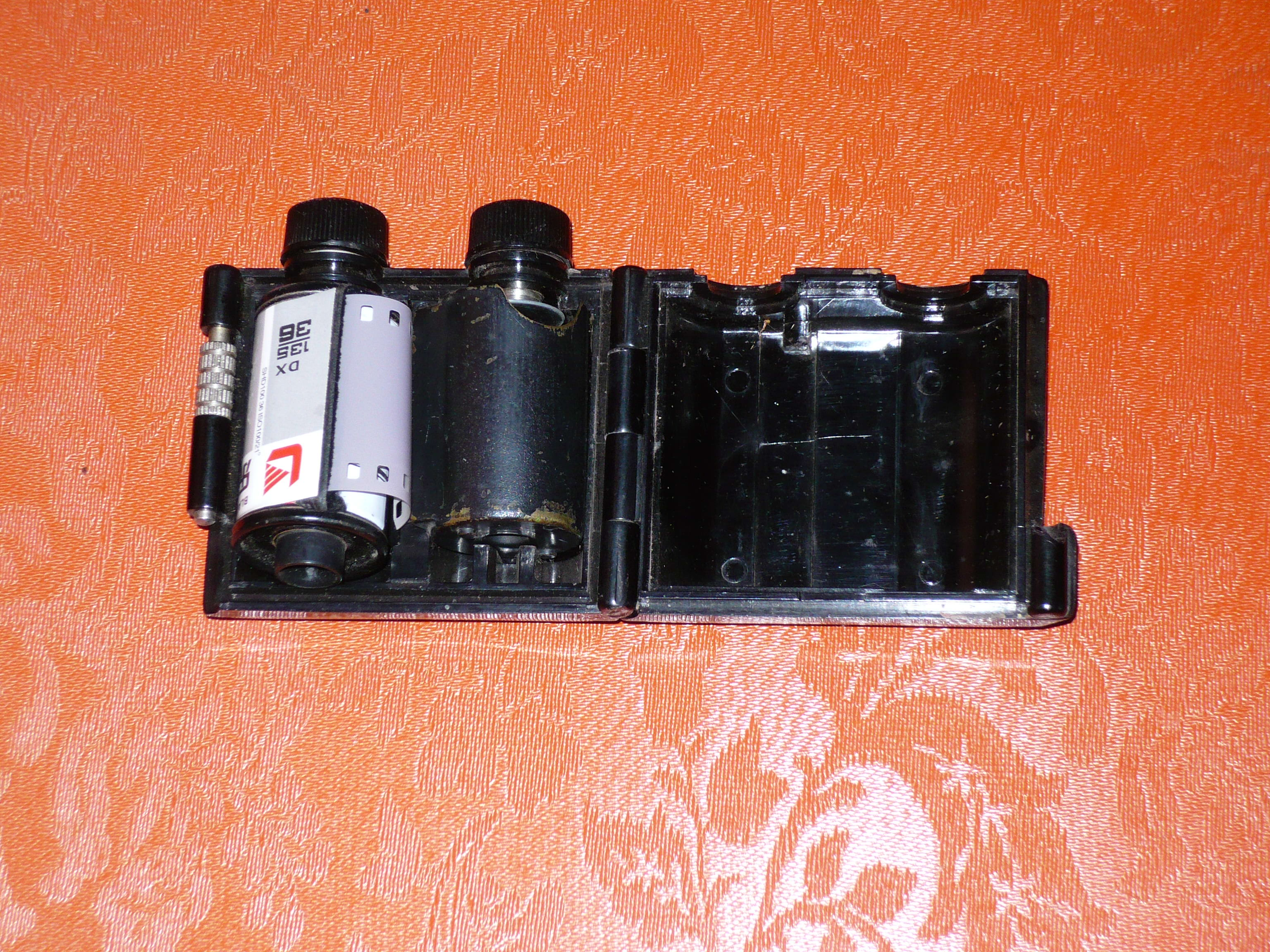
罗伯特相机的胶卷安装器

- 胶卷安装器

- 延伸圈  9mm、 6mm

- Robot +2 近摄镜

- 绿色镜：浅绿色、绿色、浅橙色、黄色